# Francie

Formation progressive de la Francie.

Durant la période des Mérovingiens vers 458 - 751 et de la Bataile de Vouillé, La France et les régions d'autrefois, étaient en partie limitées par la diversification linguistique, et un partage accessible des connaissances générales. La communication et les modèles de traduction disponible de cette époque, soient restreintes ou indisponible, avait pour effet parmi les différents groupes culturels ou ethnicités étrangères, d'apporter des variations au language propre, ou bien différemment vulgarisé. Plusieurs terminaisons de mots, ou de noms, auront eu des modifications, et malheureusement au fil du temps, certains seront même oubliés.   
Il s'agit, par l'emploi de ce mot, de rendre compte de la multiplicité des royaumes francs sans les confondre avec la France, et d'éviter un anachronisme même si, du Moyen Âge au XXe siècle, les auteurs traduisaient Francia par France sans recours au terme Francie (on ne percevait pas de rupture entre les deux concepts, les rois de France étant les successeurs des rois des Francs, et le changement de titre s'étant fait progressivement ; officiellement, les rois de France porteront exclusivement le titre de roi des Francs, Rex Francorum dans leur titulature latine, jusqu'au XIIIe siècle et, encore au XVIIe siècle, des médailles royales reprendront le titre de roi des Francs ; les rois de France sont d'ailleurs comptés et numérotés à partir des rois mérovingiens).
L'utilisation du mot Francie a été étudiée par les historiens, notamment Carlrichard Brühl et Margret Lugge, comme révélateur du sentiment d'appartenance au royaume des Francs.
Sous les Mérovingiens, le mot Francie est utilisé pour désigner l'ensemble du royaume des Francs, incluant donc la Neustrie et l'Austrasie. Sous les premiers Carolingiens, il continue de désigner l'ensemble des possessions franques à l'exception de l'Italie, puis, après le traité de Verdun de 843, chacun des royaumes issus du partage.
À partir du Xe siècle, le mot Francie ne sera appliqué qu'au seul royaume de Francie occidentale (qui deviendra le royaume de France), tout en désignant également une région précise, celle du domaine royal. À l'est, dans le monde germanique, il ne désignera plus que la Francie orientale et la Lotharingie, régions peuplées de Francs, surtout après le remplacement de la dynastie franque des Carolingiens par la dynastie saxonne des Ottoniens.

## Le mot Francie sous les Mérovingiens
Dès l’époque mérovingienne, on prit l’habitude de parler de « Francia » pour désigner l'ensemble des royaumes francs. Le mot « Francia » apparaît chez Saint Jérôme (vers 348-420) qui la situe sur la rive droite du Rhin et sur des monnaies romaines célébrant des victoires contre ce peuple franc dont le nom signifierait libre,.
Le royaume des Francs fondé par Clovis est par la suite souvent divisé en sous-royaumes, appelés « parts de royaume » ou « états séparés », suivant la coutume franque de partage équitable du royaume entre les fils du souverain.
Les périodes d'unité monarchique sont plutôt exceptionnelles. Cependant, l'unité de ces différents sous-royaumes constituant la Francie est en permanence reconnue, malgré des affrontements parfois violents. Le sentiment d'appartenance à une entité commune et supérieure, le royaume des Francs, couvrant l'essentiel de la Gaule et uni par l'allégeance à une même dynastie royale, reste fort chez les Francs. Ces royaumes savent par ailleurs faire taire leurs conflits internes pour s'unir contre les d'autres royaumes, comme lors des assauts des rois francs contre les Burgondes.
Par ailleurs, malgré les partages du royaume unifié par Clovis Ier, tous ses descendants régnant sur des portions du royaume des Francs porteront le titre de roi des Francs, manifestant par là la conscience de l'unité et de l'identité particulière de la Francie. Cette unité de la Francie se manifeste aussi par le caractère indivis de Paris, siège du royaume par la volonté de Clovis Ier, puis la proximité des différentes capitales dans le bassin parisien.

## Le mot Francie sous les Carolingiens

### Identité entre Francie et royaume des Francs avant le traité de Verdun (751-843)
L'usage de Francie pour désigner le royaume des Francs se maintient sous les premiers Carolingiens. Quelques actes de Charlemagne opposent Francia et Italia, de même qu’à partir de 801 la formule de date de certains capitulaires. Francia se retrouve dans cette acception dans de nombreux textes : chez Éginhard, Nithard, Ermold le Noir, dans les Annales royales et les Annales de Saint-Bertin. 
À la fin du IXe siècle, du fait des conquêtes de Charlemagne, Notker se sent obligé d’expliquer le terme Francie par l’énumération des peuples qu’il englobe, dans une œuvre destinée à perpétuer la mémoire du premier empereur franc.
Dès les règnes de Pépin le Bref, Charlemagne et de Louis le Pieux, le mot Francia commence à désigner à la fois l'ensemble du royaume des Francs et une partie de celui-ci. Sous Pépin le Bref, il désigne les régions entre Loire et Rhin par opposition à la Bavière, l'Aquitaine, l'Italie, la Burgondie. Nithard use d’expressions comme tota Francia  ou universa Francia pour désigner les royaumes francs, réservant Francia à la zone comprise entre la Loire et la Seine ou la Loire et le Rhin. La biographie anonyme de Louis Ier le Pieux oppose Francia à Burgundia, Aquitania, Germania.

### Polysémie du mot Francie après le traité de Verdun (843)
Le passage insensible de Francie, ensemble du territoire soumis aux Francs au nord des Alpes (regnum Francorum), à Francie, simple portion du royaume des Francs se lit clairement dans la formule de date des actes de Lothaire Ier :
- Lorsqu’il dépose son père en 833-834 et juste après sa mort, il utilise la formule distinguant Francia et Italia selon l’usage de Charlemagne, assimilant la Francie à l'ensemble du royaume des Francs.
- Après 843, Francia désigne tout aussi bien la Francie médiane confiée à l'empereur Lothaire Ier, que la Francie de l’Est confiée à Louis le Germanique, ou la Francie de l’Ouest confiée à Charles II le Chauve.

De fait, Réginon de Prüm utilise le mot Francie tantôt pour désigner l’ensemble du regnum Francorum, tantôt le royaume de l’ouest, tantôt celui de l’est. Mais l'usage du terme va évoluer différemment dans les trois royaumes.
Deux solutions s’offrirent alors : soit préciser le terme de Francie par des épithètes, comme médiane, occidentale, orientale ; soit désigner les royaumes du nom de leur souverain, pratique à l’origine du nom de Lorraine, Lotharingie signifiant royaume de Lothaire,. De même, le royaume de l’Ouest fut appelé Carolingie par Widukind mais ce fut sans conséquence durable.

### Utilisation du mot Francie dans le royaume de l'est
Le mot Francie n'est utilisé pour désigner le royaume des Francs orientaux que tant que le trône est occupé par des Carolingiens, mais cet emploi du terme cohabite avec une acception plus restrictive correspondant aux zones colonisées par des Francs : ainsi, les actes de Charles III et d’Arnulf de Carinthie appellent Francie la seule partie alémanique du royaume oriental ou bien l’ensemble de ce dernier quand l’unité est refaite. Le royaume des Francs l'est est appelé Francie dans les Annales de Fulda, dans la continuation du Breviarum Erchanberti composée à l’abbaye de Reichenau, dans les Annales de Xanten.
Au IXe siècle, dans le royaume de l'est, Francia peut donc désigner soit l’ensemble du royaume, soit une partie de celui-ci, auquel cas le terme renvoie à la Francie du Main ou Franconie (« Mainfranken ») et la Francie du Rhin ou Lotharingie (« Rheinfranken »), par opposition aux territoires des peuples germaniques soumis par les Francs : Alemania, Baioaria, Frisia, Saxonia. 
En effet, le terme de Francie orientale est antérieur au royaume confié à Louis le Germanique : en 805, les Annales de Metz parlent des orientales Franci, comme les Annales royales, les Annales dites d'Éginhard, ce dernier dans sa Vita Karoli. Le terme de Francie orientale désigne avant 843, les zones peuplées de Francs ethniques à savoir la Francie du Main ou Franconie (« Mainfranken ») et la Francie du Rhin ou Lotharingie (« Rheinfranken »). Vers 840, la Passio Kiliani situe Wurzbourg dans le territoire des australes Franci.
Charles III sera le dernier roi de l’est à désigner son royaume sous le nom d’orientalis Francia et les souverains de la dynastie saxonne abandonne toute référence à la Francie pour désigner leur royaume. Contrairement à leurs homologues de l'ouest, ils n'emploient que très rarement le titre de roi des Francs, par exemple lors du traité de Bonn de 921 qui cite les rex occidentalium Francorum (roi des Francs occidentaux) et rex orientalium Francorum (roi des Francs orientaux). Otton de Freising affirme que la Francia Orientalis ou Francie orientale s'appelle désormais Teutonicum regnum, parfois traduit en Français par royaume de Germanie, et il lie le changement de terminologie avec l’arrivée au pouvoir de la dynastie saxonne ,.
Le terme, parfois employé au fil des actes, ne désigne alors plus que la Francie du Main, ce que, dès le milieu du XIe siècle peut-être et sûrement dès le premier quart du XIIe siècle, on commence à appeler Franconie. On retrouve la même spécialisation du terme Francie dans des sources historiographiques comme la vie d’Henri II par Adalbert, les Gesta des archevêques de Magdebourg, la biographie d’Otton de Bamberg par Herbord. D'ailleurs, l'opposition entre Francia occidentalis et Francia orientalis ne sert plus qu’à opposer Francie du Rhin (Lotharingie) et Francie du Main (Franconie) dans un diplôme d’Otton Ier, le mot Franc conservant en Germanie une acception essentiellement ethnique par analogie avec le nom des autres peuples germaniques. 
La non-utilisation du mot Francie pour désigner le royaume de l'est est liée à la distinction faite entre Franc au sens ethnique du terme à l'est et Franc au sens politique du terme à l'ouest : Liutprand de Crémone oppose ainsi les Franci Teutonici de la Francie orientale à la Francie occidentale, Francia quam Romanam dicunt, expression qui a son pendant au XIe siècle dans la Latina Francia de Wipo et de Brunon de Merseburg. De même, au Xe et au XIe siècle l'idée que les Francs de l'est germaniques doivent être distingués des Francs de l'ouest ou Français apparaît dans l'espace germanique chez Lampert de Hersfeld qui évoque la Francia Theutonica et Ekkehard d’Aura qui distingue nettement les Franci ou Francs des Francigenae ou Français,,.
Des clercs du XIIe siècle prirent soin de distinguer Francs de Français : ainsi, pour Geoffroi de Viterbe, la vera Francia est la région d’entre Meuse et Main. Et Guillaume de Malmesbury note que les habitants de la Lotharingie, ceux de l’Alémanie et « autres peuples transrhénans » veulent se faire appeler Franci ou Francs pour être distingués des Galli ou Français.

### Utilisation du mot Francie dans le royaume de l'ouest
De fait, dans le royaume de l'ouest qui recouvre le territoire originel des royaumes francs, dès le VIIe siècle, le terme « Franc » a perdu toute connotation ethnique du fait des mariages mixtes entre Gallo-romains et Francs et de l'enrôlement dans l'armée de non-Germains. Seul le royaume de l'ouest conservera le nom de Francia ou France .
Charles II le Chauve ne fait d’abord référence qu’à ses années de règne, sans précision géographique, puis à partir de son avènement à l’empire (le 25 décembre 875), sa chancellerie prend le parti de désigner ses années de règne dans le royaume occidentale par le terme de Francia ou Francie. Le royaume occidental est appelé Francie par Hincmar en 876-877 dans les Annales de Saint-Bertin, dans les Annales de Saint-Vaast, par des poètes comme Sedulius Scottus, tout comme dans les formules de date de certains diplômes royaux. En 877, Louis II le Bègue reprend un temps l’équivalence entre royaume de l'Ouest et Francie, avant que sa chancellerie ne revienne à l’usage de la datation d’après les seules années de règne. 
Au Xe siècle, l’expression de rex occidentalium francorum figure dans l’œuvre de Richer ; vers 900, l’évêque Asser en Angleterre parle du regnum occidentalium Francorum et l’expression est aussi connue en Lotharingie. 
Dans les années 911-912, à la suite de la récupération de la Lotharingie, Charles III remet à l’honneur le tire de « rex Francorum » qui va être prédominant chez ses successeurs dans les actes du Xe siècle, et va renforcer l'identification entre France, royaume des Francs et Francie occidentale. 
Dans les actes de Louis IV, le mot Francie désigne l'ensemble du royaume des Francs). Chez Gerbert, proche de la cour de l'est, comme chez Flodoard, seuls les rois de l’Ouest ont droit au titre de reges Francorum de même que le regnum Francorum est le seul royaume occidental.

### Utilisation du mot Francie en tant que régions
Pendant que le mot Francie continue de désigner l'ensemble du royaume de l'ouest, contrairement à ce qui se passe dans le royaume de l'est, un phénomène analogue se produit dans les deux royaumes : la restriction du sens à une portion de chacun des deux royaumes, à l’est comme à l’ouest :
- À l'est, la Francie s’oppose à la Saxe, la Bavière, la Frise et correspond géographiquement à la Franconie et à la Lotharingie ;
- À l'ouest, la Francie s’oppose à la Bourgogne, l’Aquitaine, la Septimanie, la Provence et correspond géographiquement à l'Île-de-France[34].

Cette évolution est précoce et les deux usages larges et restreints peuvent cohabiter chez un même auteur, par exemple chez Flodoard au Xe siècle, chez qui le mot Francie désigne l’espace situé entre Loire et Meuse, ou bien la totalité du royaume des Francs de l’ouest.

## Le mot Francie sous les Capétiens
Certains historiens utilisent souvent le mot France pour traduire Francia au lieu de Francie à partir des seuls Capétiens ; d'autres historiens, constatant l'absence de risque de confusion avec la dislocation de la Francie médiane puis la non-revendication au Xe siècle par le royaume de l'est dominé par une dynastie saxonne du nom Francia, parlent de la France carolingienne pour parler de la Francie occidentale comme Renée Mussot-Goulard.
Sous les Capétiens comme sous les derniers Carolingiens, l'usage du mot Francia ou France pour désigner non pas la totalité du royaume de l'ouest mais le seul domaine royal cohabitera longtemps avec cette dernière acception, puis se raréfiera avant de disparaître totalement avec l'apparition du terme Île-de-France,.
Il existe des textes officiels des rois capétiens utilisant le terme « Francia » dès la deuxième moitié du XIe siècle ; Philippe Ier note dans un de ses diplômes : « Philippo regnante in Francia » en 1083 ; vers 1100, la Chronique universelle d’Hugues de Fleury voit dans le partage de 843, la naissance de la Francia, de l’Italia, de l’Alemania mais il utilise également Francia dans le sens restreint de pays d’outre-Loire ou d’Outre-Seine. Au XIIe siècle, France désigne parfois l’ensemble du royaume et on parle alors selon l'usage carolingien de Francia tota,,. C’est la Francia qu’évoque le roi Louis VI pour mobiliser ses troupes en 1124 avant la décisive rencontre avec les impériaux.
Au XIIe siècle, le Pseudo-Turpin expliquera d'ailleurs pourquoi la Gaule a été appelée France du fait qu'elle est libre de toute servitude. Les croisades en enregistrant et confortant l’élargissement du terme Francs avec par exemple la Gesta Dei per Francos de Guibert de Nogent ont contribué à cette raréfaction de l'acceptation restreinte. Le mot Francia, ou Francie toujours traduit par France, peut désigner également l'ensemble du royaume de France au XIIIe siècle. 
À partir du règne de Philippe Auguste, Francia désigne tout le royaume. L’expression de regnum franciæ ou royaume de France est utilisée par la chancellerie au lieu de royaume des Francs mais c’est en 1254 que Rex Francorum laisse la place à Rex Franciæ.